# Синхронне плавання на Чемпіонаті світу з водних видів спорту 2015 — змішаний дует, технічна програма
Змагання із синхронного плавання в технічній програмі змішаних дуетів на Чемпіонаті світу з водних видів спорту 2015 відбулись 25 і 26 липня.

## Результати
Попередній раунд розпочався 25 липня о 11:45. Фінал розпочався 26 липня о 19:15.
Зеленим позначено фіналістів
| Місце | Країна    | Плавці                            | Попередній раунд | Попередній раунд | Фінал   | Фінал |
| Місце | Країна    | Плавці                            | Очки             | Місце            | Очки    | Місце |
| ----- | --------- | --------------------------------- | ---------------- | ---------------- | ------- | ----- |
| 1     | США       | Крістіна Джоунс Білл Мей          | 86.7108          | 2                | 88.5108 | 1     |
| 2     | Росія     | Олександр Мальцев Дарина Валітова | 88.8539          | 1                | 88.2986 | 2     |
| 3     | Італія    | Маніла Фламіні Джорджо Мінісіні   | 85.4125          | 3                | 86.3640 | 3     |
| 4     | Україна   | Олександра Сабада Антон Тимофєєв  | 84.0767          | 4                | 83.7653 | 4     |
| 5     | Японія    | Асусі Абе Юмі Адаті               | 81.8724          | 5                | 82.3509 | 5     |
| 6     | Туреччина | Гокче Акгюн Ягмур Деміркан        | 71.4913          | 6                | 74.7756 | 6     |